# Сельское поселение Горноправдинск
Се́льское поселе́ние Горноправдинск — муниципальное образование в Ханты-Мансийском районе Ханты-Мансийского автономного округа Российской Федерации.
Административный центр — посёлок Горноправдинск.

## История
Статус и границы сельского поселения установлены Законом Ханты-Мансийского автономного округа - Югры от 25 ноября 2004 года № 63-оз «О статусе и границах муниципальных образований Ханты-Мансийского автономного округа - Югры»

## Население
| 2010  | 2012  | 2013  | 2014  | 2015  | 2016  | 2017  |
| ----- | ----- | ----- | ----- | ----- | ----- | ----- |
| 5352  | ↘5348 | ↘5279 | ↘5176 | ↘5084 | ↘5064 | ↘5024 |
| 2018  | 2019  | 2020  | 2021  |       |       |       |
| ↗5091 | ↘5062 | ↘4976 | ↗4978 |       |       |       |

## Состав сельского поселения
| № | Населённый пункт | Тип населённого пункта          | Население |
| - | ---------------- | ------------------------------- | --------- |
| 1 | Бобровский       | посёлок                         | 459       |
| 2 | Горноправдинск   | посёлок, административный центр | ↘4542     |
| 3 | Лугофилинская    | деревня                         | 49        |